# Mount Hermon, Kalifornien
Mount Hermon är en ort i Santa Cruz County i delstaten Kalifornien, USA.